# غراهام غودفري
غراهام غودفري (بالإنجليزية: Graham Godfrey)‏ هو لاعب كرة قاعدة أمريكي، ولد في 9 أغسطس 1984 في تامبا في الولايات المتحدة.

## وصلات خارجية
- غراهام غودفري على موقع دوري كرة القاعدة الرئيسي (الإنجليزية)
- غراهام غودفري على موقعبيزبول رفرنس.كوم (الدوري الرئيسي) (الإنجليزية)
- غراهام غودفري على موقعبيزبول رفرنس.كوم (الدوري الثانوي) (الإنجليزية)
- غراهام غودفري على موقع إي إس بي إن.كوم (أم.أل.بي) (الإنجليزية)
- غراهام غودفري على موقع مشجعي الرسوم البيانية (الإنجليزية)